# Juan Benito Blanco
Juan Benito Blanco Farías (* 30. April 1789 in Montevideo; † 10. Mai 1843 ebenda) war ein uruguayischer Politiker.

## Leben
Er war Mitglied der Asamblea General Constituyente y Legislativa del Estado, die zwischen den Jahren 1828 und 1830 den Entwurf der ersten Verfassung Uruguays erarbeitete.
Anschließend war er in der gesamten ersten Legislaturperiode (19. Oktober 1830 – 14. Februar 1834) Abgeordneter für das Departamento Montevideo in der Cámara de Representantes.
Vom 6. August 1837 bis zum 30. Juli 1838 übte er das Amt des Außenministers von Uruguay aus.
Seit 1901 erinnert eine Straße (Calle Juan Benito Blanco) in Montevideo-Pocitos an ihn.